# Laplaceova porazdelitev
Laplaceova porazdelitev [laplásova ~] je družina zveznih verjetnostnih porazdelitev, ki je določena z dvema parametroma. Včasih jo imenujejo tudi dvojna eksponentna porazdelitev, ker je ta porazdelitev pravzaprav razlika med dvema eksponentnima porazdelitvama. 
Imenuje se po francoskem matematiku in astronomu Pierre-Simonu de Laplaceu (1749 – 1827).

## Lastnosti

### Funkcija gostote verjetnosti
Funkcija gostote verjetnosti za porazdelitev je 
{\displaystyle f(x|\mu ,b)={\frac {1}{2b}}\exp \left(-{\frac {|x-\mu |}{b}}\right)\,\!}
to je 
{\displaystyle ={\frac {1}{2b}}\left\{{\begin{matrix}\exp \left(-{\frac {\mu -x}{b}}\right)&{\mbox{če je }}x<\mu \\[8pt]\exp \left(-{\frac {x-\mu }{b}}\right)&{\mbox{če je }}x\geq \mu \end{matrix}}\right.}

### Zbirna funkcija verjetnosti
Zbirna funkcija verjetnosti je enaka 
{\displaystyle F(x)\,=\int _{-\infty }^{x}\!\!f(u)\,\mathrm {d} u}
to je 
{\displaystyle =\left\{{\begin{matrix}&{\frac {1}{2}}\exp \left({\frac {x-\mu }{b}}\right)&{\mbox{če je }}x<\mu \\[8pt]1-\!\!\!\!&{\frac {1}{2}}\exp \left(-{\frac {x-\mu }{b}}\right)&{\mbox{če je }}x\geq \mu \end{matrix}}\right.}
ali
{\displaystyle 0,5\,[1+\operatorname {sgn}(x-\mu )\,(1-\exp(-|x-\mu |/b))].}

### Pričakovana vrednost
Pričakovana vrednost je enaka 
{\displaystyle \mu \,}.

### Varianca
Varianca je enaka 
{\displaystyle 2\,b^{2}}.

### Funkcija generiranja momentov
Funkcija generiranja momentov je 
{\displaystyle {\frac {\exp(\mu \,t)}{1-b^{2}\,t^{2}}}\,\!} 
za {\displaystyle |t|<1/b\,}.

### Karakteristična funkcija
Karakteristična funkcija je
{\displaystyle {\frac {\exp(\mu \,i\,t)}{1+b^{2}\,t^{2}}}\,\!}.

## Povezave z drugimi porazdelitvami
- Če ima slučajna spremenljivka {\displaystyle X\!} Laplaceovo porazdelitev  {\displaystyle X\sim \mathrm {Laplace} (0,b)\,}, potem ima spremenljivka {\displaystyle |X|\!} eksponentno porazdelitev, kar zapišemo takole {\displaystyle |X|\sim \mathrm {Exp} (b^{-1})\,}.

- Če ima slučajna spremenljivka {\displaystyle X\!} eksponentno pozazdelitev {\displaystyle X\sim \mathrm {Exp} (\lambda )\,} in ima  od {\displaystyle X\!}  neodvisna slučajna spremenljivka {\displaystyle Y\!} Bernoullijevo porazdelitev {\displaystyle {Y\sim \,}} {\displaystyle \mathrm {Bernoulli} (0,5)\,}, potem ima {\displaystyle X(2Y-1)\!} Laplaceovo porazdelitev {\displaystyle X(2Y-1)\sim \mathrm {Laplace} (0,\lambda ^{-1})\,} .

- Če imamo dve slučajni spremenljivki, ki imata eksponentno porazdelitev {\displaystyle X_{1}\sim \mathrm {Exp} (\lambda _{1})\,} in {\displaystyle X_{2}\sim \mathrm {Exp} (\lambda _{2})\,}  in je {\displaystyle X_{2}\!} neodvisna od {\displaystyle X_{1}\,}, potem ima slučajna spremenljivka {\displaystyle \lambda _{1}X_{1}-\lambda \!} Laplaceovo porazdelitev {\displaystyle \lambda _{1}X_{1}-\lambda _{2}X_{2}\sim \mathrm {Laplace} \left(0,1\right)\,}.

- Če ima slučajna spremenljivka {\displaystyle V\!} eksponentno porazdelitev {\displaystyle V\sim \mathrm {Exp} (1)\,} in ima od {\displaystyle V\!} neodvisna slučajna spremenljivka {\displaystyle Z\!} normalno porazdelitev {\displaystyle Z\sim \mathrm {N} (0,1)\,},  potem ima slučajna spremenljivka {\displaystyle X=\mu +b{\sqrt {2V}}Z\!} Lapleceovo porazdelitev {\displaystyle X\sim \mathrm {Laplace} (\mu ,b)\!}.

- Splošna Gaussova porazdelitev (1. oblike) je enaka Laplaceovi porazdelitvi, če njen parameter oblike postavimo na 1. Parameter merila {\displaystyle \alpha \!} je potem enak {\displaystyle b\!}.